# Stora Skraggen

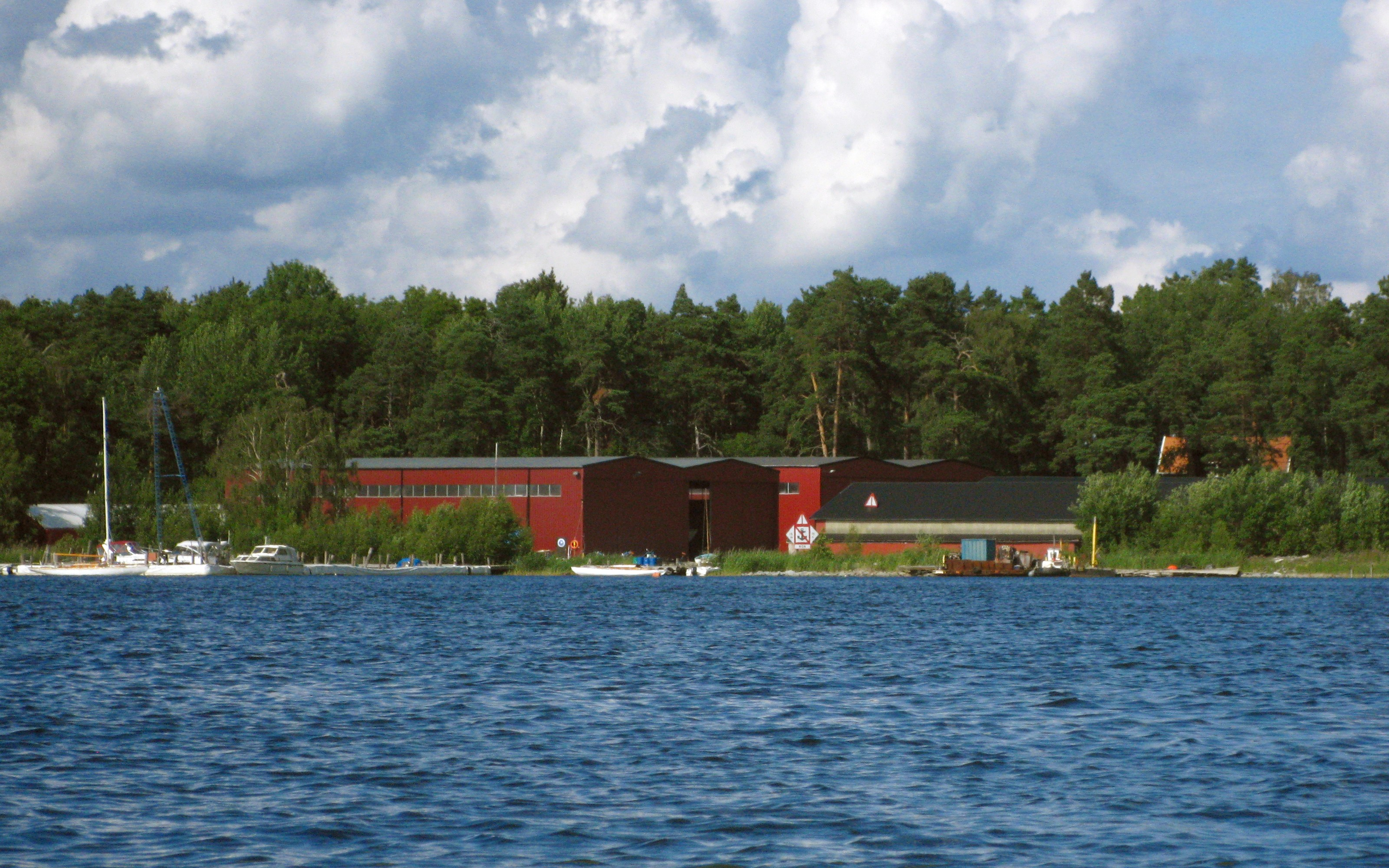
Båtvarvet på Stora Skraggen.

Stora Skraggen är en ö i fjärden Stora Värtan i Stockholms innersta skärgård. Ön, som bara är 9,5 hektar stor, ligger tillsammans med flera andra små öar, bland dem Lilla Skraggen, Limpholmarna, Västerskär, Svalnäsholmen, Råholmen och Storholmen, norr om Lidingö och utanför Djursholm. Ön ligger i Danderyds kommun och ägs till största delen av kommunen.
Trots sitt relativt isolerade läge (det finns ingen reguljär båtförbindelse med ön) har Stora Skraggen både fast befolkning och ett aktivt båtvarv. Ön var tidigare bebodd av fisketorpare, och hörde då till Djursholmsgodset. I modern tid har ön varit bebodd i minst 100 år. År 2005 var sex personer bosatta på ön. Varvsrörelsen har varit aktiv sedan början av 1900-talet.
Stora Värtan utanför Djursholm har varit ett centrum för isjaktssegling i Stockholmsområdet. Stockholms Isjaktklubb – SIK har sedan många år haft sin verksamhet och sina lokaler på Stora Skraggen.